# New school hip hop
La new school of hip hop (en castellano, "nueva escuela del hip hop") fue un movimiento en la música hip hop que comenzó alrededor de 1983–84 con los primeros discos de Run-DMC y LL Cool J. Como el hip hop que le precedía, procedía mayoritariamente de Nueva York. La nueva escuela estaba inicialmente caracterizada por el minimalismo de unos patrones rítmicos construidos mediante caja de ritmos, y la inclusión frecuente de elementos del rock. Fue característico de esta época los insultos y las fanfarronadas en el rapeo, y la temática sociopolítica. Ambos elementos eran producidos con estilo agresivo y auto aseverativo. Tanto desde el punto de vista estético como en las canciones, los artistas proyectaban una actitud dura, cool y callejera, lo que dio forma definitiva a la actitud del b-boy. Estos elementos contrastaban de modo radical con la estética funk y disco, las bandas que tocaban en directo, el sonido del sintetizador y las rimas festivas de los grupos anteriores a 1984, lo que hizo que ese hip hop anterior fuera catalogado como old school (en castellano, "vieja escuela"). Los artistas de la nueva escuela hacían canciones más cortas, lo que les permitió un mejor acceso a las programaciones de la radio. Al tiempo, desarrollaron LP más cohesionados que sus colegas de la old school. Hacia 1986, sus discos comenzaron a establecer el álbum de hip hop como un elemento estándar en el mainstream.
Las innovaciones de Run-DMC, LL Cool J y otros productores de la new school como Larry Smith y Rick Rubin de Def Jam, fueron rápidamente asumidas y desarrolladas por grupos como Beastie Boys, Marley Marl y sus Juice Crew MC, Boogie Down Productions, Public Enemy y Eric B. & Rakim. La producción de hip hop se volvió más densa, las rimas y los beats más rápidos, a medida que la caja de ritmos era potenciada con la tecnología que permitía samplear. Rakim llevó las letras sobre el arte de rapear a nuevas alturas, mientras que KRS-One y Chuck D llevaron el "rap con mensaje" hacia el activismo negro. Native Tongues hacían música inclusiva, acompañada de positivismo, afrocentrismo y energía positiva.
Puede decirse que el east coast rap de la new school termina con el auge y consolidación del gangsta rap de la west coast a comienzos de los años 1990. Desde entonces, la escena de la Costa Este pasaría a estar dominada por raperos como Wu-Tang Clan y raperos gangsta como Nas, The Notorious B.I.G. y Big L.
- Datos: Q4045303